# فرودگاه شهری لوئیزتون
فرودگاه شهری لوئیزتون (به انگلیسی: Lewistown Municipal Airport) یک فرودگاه همگانی بهره‌برداری هوایی با کد یاتا LWT است که یک باند فرود آسفالت دارد و طول باند آن ۱۸۵۹ متر است. این فرودگاه در کشور ایالات متحده آمریکا قرار دارد و در ارتفاع ۱۲۷۱ متری از سطح دریا واقع شده است.